# Вибори до Європейського парламенту в Чехії 2019
Вибори до Європейського Парламенту 2019 року у Чехії відбулися 24 і 25 травня 2019 року, на яких було обрано 21 члена чеської делегації до Європейського Парламенту в рамках європейських виборів, що проводяться в Європейському Союзі.
Результатом стала перемога правлячої партії ANO 2011 (АЛДЄ), з 21,18 % і 6 місцями, що на 2 більше, ніж у 2014 році. Далі йдуть консервативні Громадянська демократична партія (ЄКР), з 14,54 % і 4 місцями. Чеська піратська партія також досягла значних успіхів. TOP 09 / Мери та незалежні (ЄНП), Свобода та пряма демократія ЄНС), Християнсько-демократичний союз — Чехословацька народна партія (ЄНП) та Комуністична партія Чехії і Моравії (ЄОЛ/ЛЗП) також вдалося отримати місця. Чеська соціал-демократична партія (СіД) вперше не перетнула 5-відсотковий поріг, а також Свободні (ЄСПД).

## Результати

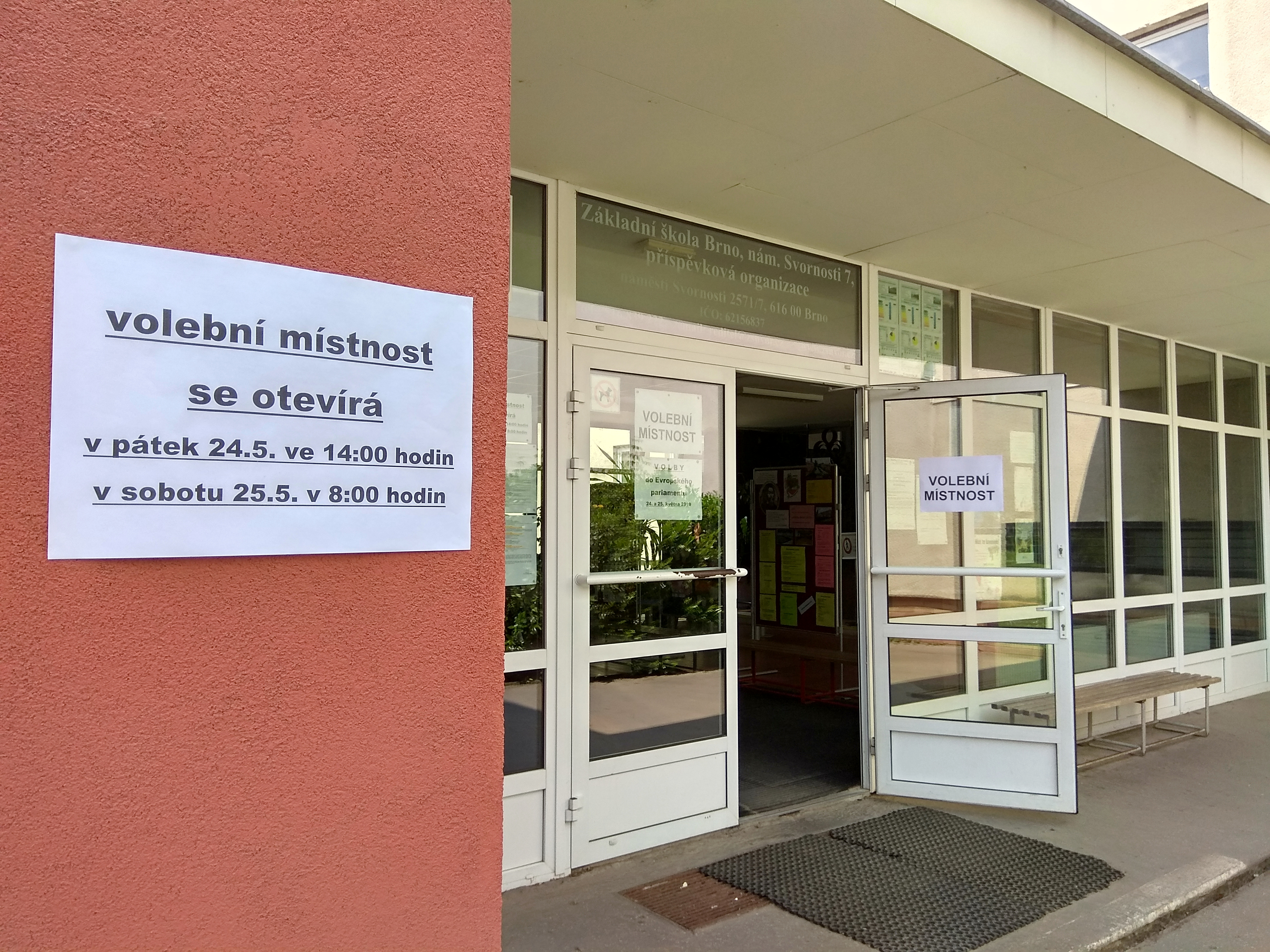
Голосування у Брно 25 травня 2019 року

| Партія                                                        | Партія                                           | Європартія                 | Голоси    | %     | +/–    | Місця | +/–  |
| ------------------------------------------------------------- | ------------------------------------------------ | -------------------------- | --------- | ----- | ------ | ----- | ---- |
|                                                               | ANO 2011                                         | АЛДЄ                       | 502 343   | 21.18 | +5.05  | 6     | 2 ▲  |
|                                                               | Громадянська демократична партія                 | АКРЄ                       | 344 885   | 14.54 | +6.87  | 4     | 2 ▲  |
|                                                               | Чеська піратська партія                          | ЄПП                        | 330 844   | 13.95 | +9.17  | 3     | Нова |
|                                                               | TOP 09 Мери та незалежні                         | ЄНП Нема                   | 276 220   | 11.65 | -4.30  | 2     | 1 ▼  |
|                                                               | TOP 09 Мери та незалежні                         | ЄНП Нема                   | 276 220   | 11.65 | -4.30  | 1     | 0 ▬  |
|                                                               | Свобода та пряма демократія                      | РЄНС                       | 216 718   | 9.14  | Нова   | 2     | Нова |
|                                                               | KDU–ČSL                                          | ЄНП                        | 171 723   | 7.24  | -2.71  | 2     | 1 ▼  |
|                                                               | Комуністична партія Чехії і Моравії              | Нема                       | 164 624   | 6.94  | -4.04  | 1     | 2 ▼  |
|                                                               | Чеська соціал-демократична партія                | ПЄС                        | 93 664    | 3.95  | -10.22 | 0     | 4 ▼  |
|                                                               | Голос                                            | Нема                       | 56 449    | 2.38  | Нова   | 0     | Нова |
|                                                               | Науковці за Чеську Республіку                    | Нема                       | 19 492    | 0.82  | 0      | 0     | 0 ▼  |
|                                                               | Національна демократія — Партія здорового глузду | Нема                       | 18 715    | 0.78  | 0      | 0     | Нова |
|                                                               | Свободні — Щаслива Чехія                         | Нема                       | 15 492    | 0.65  | 0      | 0     | 0 ▼  |
|                                                               | Демократична партія зелених                      | Нема                       | 14 339    | 0.60  | 0      | 0     | Нова |
|                                                               | Європа разом                                     | Нема                       | 12 587    | 0.53  | 0      | 0     | Нова |
| Усього                                                        | Усього                                           | Усього                     | 1 007 398 | 100   | –      | 21    | -    |
| Зареєстровані виборці/явка                                    | Зареєстровані виборці/явка                       | Зареєстровані виборці/явка | 4 429 801 | 28.72 | –      | –     | –    |
| Джерело: Volby [Архівовано 27 травня 2019 у Wayback Machine.] |                                                  |                            |           |       |        |       |      |

### Європейські фракції
| Європейська фракція | Європейська фракція                            | Європейська фракція | Місця 2014 | Місця 2019 | Зміни |
|                     | Альянс лібералів і демократів за Європу        | ALDE                | 4          | 6          | 2 ▲   |
|                     | Європейські консерватори та реформісти         | ECR                 | 2          | 4          | 2 ▲   |
|                     | Європейська народна партія                     | EPP                 | 7          | 4          | 3 ▼   |
|                     | Європа націй і свобод                          | ENF                 | 0          | 2          | 2 ▲   |
|                     | Європейські об'єднані ліві/Ліво-зелені Півночі | EUL-NGL             | 3          | 1          | 2 ▼   |
|                     | Прогресивний альянс соціалістів і демократів   | S&D                 | 4          | 0          | 4 ▼   |
|                     | Європа свободи та прямої демократії            | EFDD                | 1          | 0          | 1 ▼   |
|                     | Зелені — Європейський вільний альянс           | Greens-EFA          | 0          | 0          |       |
|                     |                                                |                     | 21         |            |       |